# 希思罗空侧公路隧道

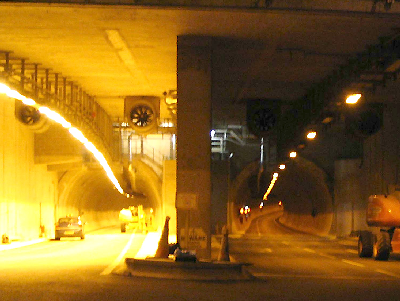
空侧隧道西端的双通道

希思罗空侧公路隧道（英語：Heathrow Airside Road Tunnel, ART）是希思罗机场的一条隧道。它将T1、T2和T3周围的空侧道路与T5周围的道路联通。隧道于2005年3月通车，但只有符合安全标准的车辆可以驶入。
希思罗空侧公路隧道长1.42（0.88英里），东西端各设两孔60（200英尺）长的隧道，二者由一对1.3（0.81英里）长钻孔隧道连接。希思罗空侧公路隧道由英国机场管理局（所有者）、阿梅克、莱恩·奥罗克、摩根·东-万喜合伙和莫特·麦克唐纳的工程团队于1999年至2004年间设计并建造。
钻孔隧道内径为8.1（27英尺），使用直径9.16-（30.1-英尺）的海瑞克土压平衡隧道掘进机挖掘。隧道壁厚0.45（1.5英尺）：由于空侧公路隧道离地面很近，故这段区间尤为坚固，隧道从希思罗机场快线隧道顶3（9.8英尺）后连接四号航站楼。
每个钻孔的道路布局均与常规隧道不同，两条隧道各设有一条6（20英尺）宽，足以应付Cobus 2700会车需求的单车道。两条隧道通过间隔为100至130（330—430英尺）交叉逃生通道相连。

## 端口
- 西端：51°28′06″N 0°29′26″W / 51.46834°N 0.49059°W
- 东端：51°28′10″N 0°27′18″W / 51.46954°N 0.45507°W